# Vidas Solidárias
Vidas Solidárias  é um filme brasileiro de 1945, escrito e dirigido por Moacyr Fenelon. Nos papeis principais estão Mary Gonçalves, Mario Brasini e Vanda Lacerda

## Sinopse
A partir de atendimentos nos hospitais da classe média do Rio de Janeiro acaba entrelaçando médicos, enfermeiros e pacientes num só ato de solidariedade aos demais.

## Elenco
| Ator/Atriz      | Personagem  |
| --------------- | ----------- |
| Mary Gonçalves  | —           |
| Mario Brasini   | Dr. Roberto |
| Vanda Lacerda   | —           |
| Rodolfo Arena   | —           |
| Restier Júnior  | —           |
| Átila de Moraes | —           |
| Milton Carneiro | —           |
| Ítala Ferreira  | —           |
| Nita Ney        | —           |
| Grace Moema     | —           |